# إدوارد بوند
إدوارد بوند (بالإنجليزية: Edward Bond) (ولد في 18 يوليو 1934) كاتب مسرحي إنجليزي، ومخرج مسرحي، وشاعر، ومنظر وكاتب سيناريو. يعتبر بوند من ضمن الدراميين المثيرين للجدال بسبب العنف الذي تكشف عنه مسرحياته، والطابع الراديكالي لتصريحاته حول المجتمع والمسرح الحديث، فضلا عن نظريته في الدراما.

## النشأة
ينتمي إدوار د بوند إلى عائلة من الطبقة العاملة الدنيا في منطقة هولووي شمال لندن. عندما كان طفلا خلال الحرب العالمية الثانية تم تهجيره إلى خارج البلد، إلا أنه كان حاضرا خلال عمليات قصف لندن في عامي 1940 و1944. ويحتمل أن يكون لهذا العنف والارهاب في حياته المبكرة أثر في تشكيل التيمات الكبرى لأعماله، حيث اكتسب من تجربة التهجير وعيا بالتغريب الاجتماعي الذي يسم كتاباته.
كان أول اتصال له بالمسرح في قاعة الموسيقى التي كانت تعمل فيها أخته. شاهد في الرابعة عشرة من عمره مع صفه أداء دونالد وولفيت لدور ماكبث في مسرحية شكسبير، والذي كان أداء ملهما. وقد أوضح لاحقا أن هذا الأداء كان أول مرة تعرض فيها عليه تجارب صادمة مشابهة لتجاربه بأسلوب يمكنه من فهمها ومنحها معنى.
في الخامسة عشرة من عمره، ترك المدرسة مع قليل من أساسيات التعليم، الشيء الذي استنبط منه المعنى العميق للاقصاء الاجتماعي. والذي ساهم بصورة ملحوظة في توجهه السياسي. علم بوند فيما بعد نفسه مدفوعا بلهفة مذهلة نحو المعرفة. وبعد ممارسته للكثير من المهن في المعامل والمكاتب، أدى الخدمة الوطنية في قوات الاحتلال ضمن الجيش البريطاني في فيينا بين عامي 1953 و1955. وقد عرت سنوات مكوثه بالجيش، العنف القابع خلف السلوك الاجتماعي العادي. وقرر البدء في الكتابة.

## الوفاة
توفي إدوارد بوند في 3 مارس 2024 عن عمر ناهز التاسعة والثمانين.

## روابط خارجية
- إدوارد بوند على موقع IMDb (الإنجليزية)
- إدوارد بوند على موقع مونزينجر (الألمانية)
- إدوارد بوند على موقع ألو سيني (الفرنسية)
- إدوارد بوند على موقع ميوزك برينز (الإنجليزية)
- إدوارد بوند على موقع أول موفي (الإنجليزية)
- إدوارد بوند على موقع قاعدة بيانات برودواي على الإنترنت (الإنجليزية)
- إدوارد بوند على موقع قاعدة بيانات الأفلام السويدية (السويدية)
- إدوارد بوند على موقع إن إن دي بي (الإنجليزية)
- إدوارد بوند على موقع قاعدة بيانات الفيلم (الإنجليزية)
- إدوارد بوند على موقع كينوبويسك (الروسية)